# Erg Šigaga

Velbloudí karavana putující Šigagou

Erg Šigaga či Šegaga je jedním ze dvou hlavních saharských ergů v Maroku – shluku pouštních dun, na jihovýchodě země při alžírských hranicích. Druhým takovým je erg Šebbí poblíž marocké obce Merzuga.
Duny se rozkládají v regionu Drâa-Tafilalet, přibližně 50–60 km západně od zemědělské oázy M'Hamid El Ghizlane, jež se nachází sto kilometrů jižně od města Zagora ve stejnojmenné provincii. Duny jsou více rozlehlejší a zaoblenější, s nižší prominencí nad terén než v případě ergu Šebbí, kde výška dun činí až 150 metrů. Přístupová trasa je relativně obtížná. Velbloudí karavany beduínů do Šigagy putovaly z malijské metropole Timbuktu přibližně padesát dní. V terénním vozidlu cesta z M'Hamidu do ergu trvá okolo tří hodin a na velbloudech asi tři dny.
V pásech vegetace je zastoupena jedovatá rostlina Calotropis gigantea.